# Halders (Ochsenhausen)
Halders ist ein Wohnplatz in der Gemarkung des Stadtteils Mittelbuch der Stadt Ochsenhausen im Landkreis Biberach in Baden-Württemberg.

## Lage
Der Hof Halders liegt etwa einen Kilometer südöstlich von Mittelbuch an der K 7570, die als Verbindungsstraße von Mittelbuch nach Rottum (Gemeinde Steinhausen an der Rottum) führt.

## Geschichte
Auf dem Messtischblatt Nr. 7925 Ochsenhausen von 1918 war der Ort als Halders mit einem Gebäude verzeichnet. Halders war ein Ortsteil der Gemeinde Mittelbuch. Mit ihrer Auflösung im Zuge der Gemeindegebietsreform in Baden-Württemberg am 1. Januar 1975 kam der Ort zu Ochsenhausen. Heute befinden sich etwa ein halbes Dutzend Gebäude vor Ort.